# Macchia Grande di Ponte Galeria
Macchia Grande di Ponte Galeria este o arie protejată (arie specială de conservare — SAC, sit de importanță comunitară — SCI) din Italia întinsă pe o suprafață de 1.056 ha, integral pe uscat.

## Localizare
Centrul sitului Macchia Grande di Ponte Galeria este situat la coordonatele 41°52′18″N 12°17′14″E / 41.871667°N 12.287222°E.

## Înființare
Situl Macchia Grande di Ponte Galeria a fost declarat sit de importanță comunitară în iunie 1995 pentru a proteja 10 specii de animale. Situl a fost protejat și ca arie specială de conservare în august 2017.

## Biodiversitate
Situată în ecoregiunea mediteraneană, aria protejată conține 3 habitate naturale: Păduri de Quercus ilex și Quercus rotundifolia, Pseudostepă cu ierburi și specii anuale de Thero-Brachypodietea, Păduri panonice-balcanice de stejar turcesc - stejar sesil.
La baza desemnării sitului se află mai multe specii protejate:
- păsări (6): pescăruș albastru (Alcedo atthis), caprimulg (Caprimulgus europaeus), șerpar (Circaetus gallicus), sfrâncioc roșiatic (Lanius collurio), gaia neagră (Milvus migrans), viespar (Pernis apivorus)
- amfibieni (1): Triturus carnifex
- nevertebrate (1): croitorul mare al stejarului (Cerambyx cerdo)
- reptile (2): șarpele cu patru dungi (Elaphe quatuorlineata), țestoasă bănățeană (Testudo hermanni)

Pe lângă speciile protejate, pe teritoriul sitului au mai fost identificate 2 specii de plante, 3 specii de amfibieni, 2 specii de mamifere, 3 specii de nevertebrate, 1 specie de reptile.